# ビッグ・バーン・ベッド
「ビッグ・バーン・ベッド」（原題: Big Barn Bed）は、1973年にポール・マッカートニー&ウイングスが発表した楽曲。アルバム『レッド・ローズ・スピードウェイ』のオープニングナンバー。

## 概要
バラードの多いアルバムの中では、異色となるパンクソング。
アルバム「ラム」の11曲目ラム・オン(リプライズ)の最後にポールが歌う曲の断片、「Who's That Coming Around That Conner...」を基にして作られた。ただし、キーは下げられている。
同年に制作されたウィングスのテレビショー「ジェームズ・ポール・マッカートニー」では、この曲の演奏風景を背景に、メンバーのプロフィールのテロップが流された。
近年のサウンドチェックでは、ポールはこの曲を演奏する事がある。
前述のエピソードをふまえた上でか、「ラム・オン」と続けてウクレレで演奏される。